# Sirakoro
Sirakoro è un comune rurale del Mali facente parte del circondario di Kita, nella regione di Kayes.
Il comune è composto da 10 nuclei abitati:
- Bayala
- Dalala
- Faraba I
- Faraba II
- Kokourouni
- Kolinkourounda
- Konofaye
- Mourgoula
- Neroumba
- Sirakoro